# 巴達霍斯主教座堂

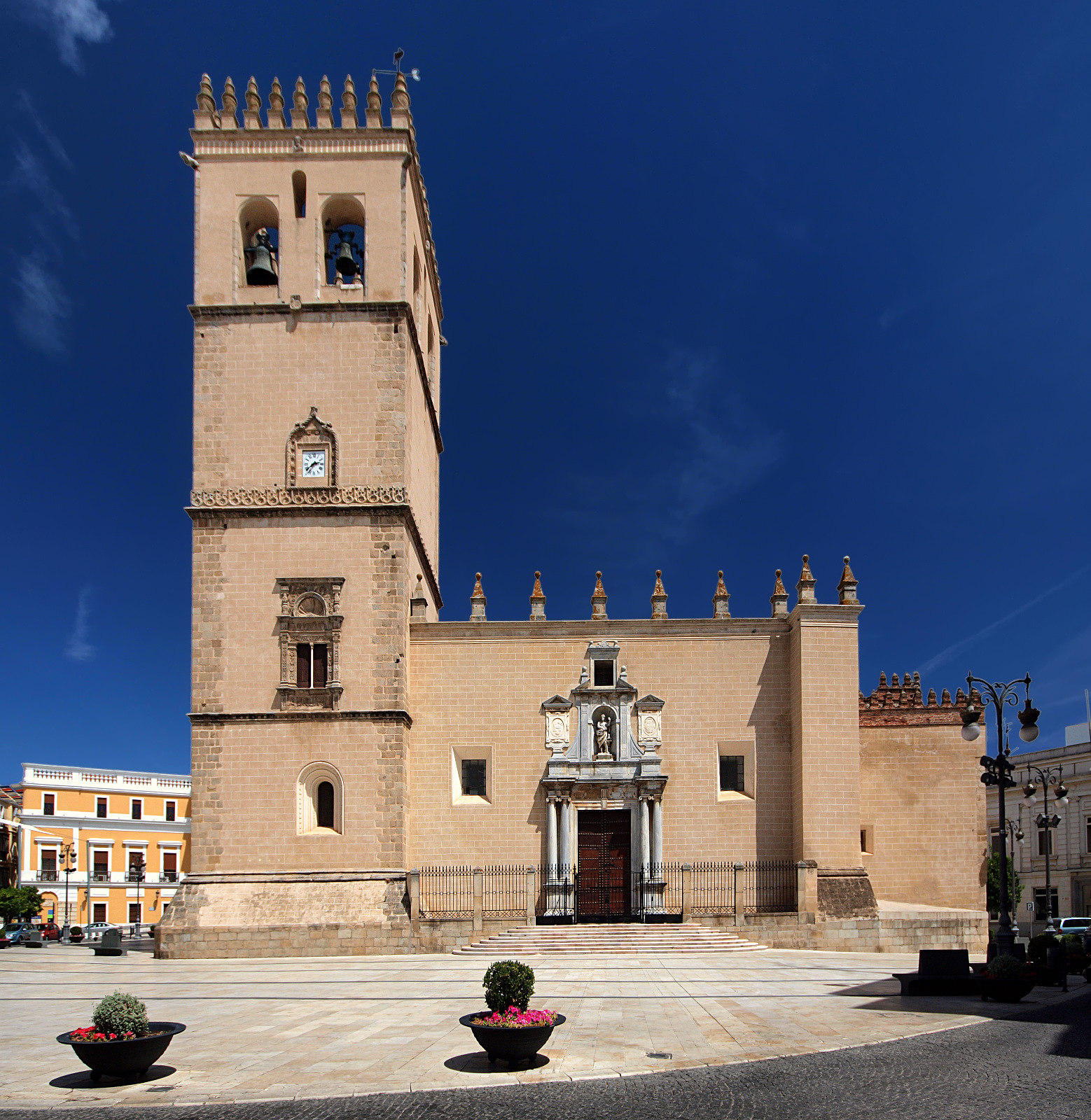

巴達霍斯主教座堂（Badajoz Cathedral）是位於西班牙城市巴達霍斯的一座羅馬天主教的教堂。巴達霍斯主教座堂是天主教梅里達-巴達霍斯總教區的主教座堂。

## 外部連結
- Page with history and a video of the construction phases
- Page at Ciudades Catedrals website （西班牙文）
- Detailed guide of the Catedral of Badajoz （页面存档备份，存于） （西班牙文）